# PCBP4
PCBP4‏ (Poly(rC) binding protein 4) هوَ بروتين يُشَفر بواسطة جين PCBP4 في الإنسان.